# Deng Xiaoping
Deng Xiaoping (鄧小平T, 邓小平S, Dèng XiǎopíngP, Teng Hsiao-pingW; ; Guang'an, 22 agosto 1904 – Pechino, 19 febbraio 1997) è stato un politico, rivoluzionario e militare cinese.
Dopo avere ricoperto ruoli direttivi nel Partito Comunista Cinese (PCC) a più riprese nell'era di Mao Zedong, divenne leader de facto della Cina dal 1978 al 1992. Fu ricordato, in particolar modo dopo il 1989, come il "capo architetto" della riforma economica cinese.
Nato nella provincia di Sichuan durante la dinastia Qing, successivamente studiò in Francia, dove entrò a far parte del Partito Comunista Cinese. All'inizio del 1926 lasciò la Francia per Mosca e vi trascorse un anno ricevendo una formazione comunista. Deng svolse un ruolo importante nella lunga marcia (1934-1935), nella seconda guerra sino-giapponese (1937-1945) e nella guerra civile cinese (1945-1949). Dopo la fondazione della Repubblica popolare cinese (1949), Deng fu responsabile della "campagna anti-destra" (1957) sotto Mao Zedong, e partecipò attivamente alla ricostruzione economica dopo il disastroso grande balzo in avanti (1958-1962) lanciato da Mao. Fu epurato due volte da Mao durante la Rivoluzione Culturale (1966-1976) a causa della sua posizione e ideologia di destra, accusato di aver preso la via del capitalismo.
Dopo la morte di Mao, Deng divenne il cuore della seconda generazione dei leader del Partito Comunista Cinese alla fine del 1978. Dopo avere ereditato un paese caratterizzato da un'estrema povertà e da profondi conflitti sociali, sotto il suo controllo la Cina divenne una delle economie dalla crescita più rapida al mondo, senza che il partito perdesse il controllo sul paese. Nel 1977 Deng propose per la prima volta l'idea di "Boluan Fanzheng" per correggere gli errori della Rivoluzione Culturale. Nel 1978 Deng e i suoi alleati lanciarono il programma "Riforma e apertura" e iniziarono una nuova fase della Cina.
Nel 1979 la Cina ha stabilito relazioni diplomatiche con gli Stati Uniti e Deng è diventato il primo leader supremo della Cina a visitare gli Stati Uniti. Nel 1980 ha lanciato le riforme politiche della Cina come la definizione di "limiti di mandato" per gli alti funzionari, che sono stati sanciti nella nuova costituzione cinese nel 1982. Ha svolto un ruolo controverso nel reprimere le proteste di piazza Tiananmen nel 1989, ma è stato elogiato per il suo tour nel sud del 1992 che ha ripreso la Riforma e apertura. La sua proposta "un Paese, due sistemi" è diventata il quadro per il "ritorno di Hong Kong" nel 1997 e il "ritorno di Macao" nel 1999.
È stato il pioniere della riforma economica cinese e l'artefice del "socialismo con caratteristiche cinesi", teoria che mirava a giustificare la transizione dall'economia pianificata a un'economia aperta al mercato, ma comunque supervisionata dallo stato nelle prospettive macroeconomiche. Nel decennio tra gli anni ottanta e novanta, da lui guidati, la Repubblica Popolare Cinese restaurò relazioni strategiche e geopolitiche con l'Unione Sovietica, abbandonando la "teoria dei tre mondi", antisovietica e di ascendenza maoista. Deng è stato selezionato "Persona dell'anno" da Time Magazine nel 1978 e nel 1985.

## Biografia

### Primi anni di vita

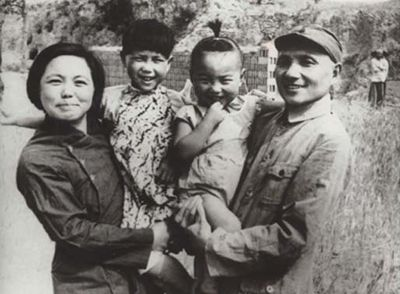
Deng con la sua famiglia nel 1945

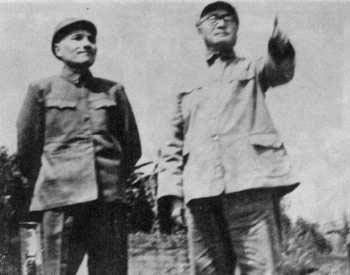
Deng Xiaoping e Liu Bocheng mentre il loro esercito e quello del Kuomintang combattono (1949)

Deng è nato il 22 agosto 1904 nel Sichuan. Studiò in Francia e in Russia, dove scoprì il marxismo e il leninismo, e nel 1927 ritornò in Cina. Due anni dopo guidò la sommossa della provincia di Guangxi contro il governo del Kuomintang. Ben presto la rivolta fallì e Deng si spostò nell'area del soviet centrale nella provincia dello Jiangxi. Prese parte alla Lunga marcia (1934-1935), durante la quale servì come segretario generale del consiglio centrale del Partito Comunista. Da commissario politico sotto Liu Bocheng organizzò importanti campagne militari durante la seconda guerra sino-giapponese contro il Kuomintang, nell'attesa della ripresa della guerra civile vera e propria.
Verso la fine del novembre 1949 nel Sichuan, sua terra d'origine, Deng guidò l'assalto finale contro l'Esercito Rivoluzionario Nazionale, sotto il comando diretto di Chiang Kai-shek. Il 1º dicembre 1949 la città di Chongqing cadde nelle mani dell'Esercito Popolare di Liberazione e Deng fu immediatamente nominato sindaco e commissario politico, costringendo Chiang Kai-shek, che vi aveva trasferito il suo quartier generale, a fuggire a Chengdu. La città era l'ultimo baluardo del Kuomintang, definitivamente sconfitto il 10 dicembre 1949 con la fuga di Chiang sull'Isola di Formosa (l'attuale Taiwan). Quando la Repubblica Popolare Cinese venne fondata nel 1949 Deng fu inviato a supervisionare i problemi nella regione sud-occidentale e lo fece in qualità di primo segretario. Ebbe un ruolo importante nel gestire i rapporti con i leader tibetani.

### 1949-1966

Xiaoping con Tenzin Gyatso, il XIV Dalai Lama, 1954

Dopo la fondazione della RPC il 1 ° ottobre 1949, Deng lavorò in Tibet e nel sud-ovest della Cina come capo del partito regionale per consolidare il controllo del PCC fino al 1952, quando tornò a Pechino per servire nel governo centrale. Su suggerimento di Deng, Mao annullò la "Campagna dei tre anti e dei cinque anti", che influenzò negativamente l'economia delle grandi città e costrinse molti uomini d'affari a suicidarsi.
Essendo un sostenitore di Mao Zedong, Deng fu incaricato dallo stesso Mao di ricoprire nel nuovo governo cariche importanti. Nel 1957, dopo aver appoggiato ufficialmente Mao nella sua campagna anti-conservatrice, divenne segretario generale del Partito Comunista Cinese dirigendo gli affari quotidiani del Paese assieme al presidente Liu Shaoqi. Nel 1957, Deng, in qualità di Segretario Generale del PCC sotto Mao, svolse un ruolo importante nella "Campagna anti-destra", durante la quale furono perseguitati centinaia di migliaia di intellettuali e dissidenti politici.
Al crescere del disincanto nei confronti del grande balzo in avanti di Mao, Deng e Liu, all'interno del PCC, acquisirono sempre più influenza e potere. Dalla "Conferenza dei settemila quadri" nel 1962, Mao ha assunto un ruolo di semi-pensionato e ha lasciato le responsabilità future a Liu Shaoqi e Deng Xiaoping. Attuarono delle riforme economiche che rafforzarono il loro prestigio tra le file del partito e tra la popolazione. Deng e Liu collaborarono con tenacia per adottare una linea politica più concreta, in opposizione alle idee radicali di Mao. Tuttavia, il disaccordo tra Mao e Liu (e Deng Xiaoping) divenne sempre più evidente.

### Rivoluzione culturale
Mao si rese conto che il prestigio ottenuto da Deng e Liu tramite questi sforzi poteva significare la sua riduzione a mera figura simbolo. Nel 1963, Mao lanciò il "Movimento di Educazione Socialista" a livello nazionale, ma non ci riuscì. Per questo, oltre ad altri motivi, nel 1966 Mao lanciò la rivoluzione culturale, durante la quale Deng perse consensi e fu costretto a ritirarsi da tutte le sue cariche. Fu inviato nel distretto di Xinjian, nella provincia rurale dello Jiangxi, a svolgere mansioni di un normale impiegato. Quando il premier Zhou Enlai si ammalò di cancro, Deng venne scelto da quest'ultimo come suo successore, riuscendo nel 1973 a convincere Mao a riportare in politica Deng come primo vicepremier.
Tuttavia la rivoluzione culturale non era ancora finita e un gruppo politico radicale, conosciuto successivamente come la Banda dei Quattro, concorreva nella lotta per il potere all'interno del Partito Comunista. La Banda vide in Deng il suo grande avversario da battere. Dopo la morte di Zhou Enlai, avvenuta nel gennaio 1976, Deng perse il solido appoggio del partito e, dopo aver tenuto il suo elogio ufficiale ai funerali di stato di Zhou, fu ancora una volta vittima dell'epurazione. Deng fu costretto dalla Banda dei Quattro a lasciare tutte le sue funzioni, rimanendo comunque ancora membro del partito.

### Riemersione di Deng
Deng Xiaoping, gradualmente emerse come leader de facto della più popolosa nazione del mondo nei primi anni successivi alla morte di Mao Zedong nel 1976. Nel 1976 il nuovo presidente del Comitato centrale del Partito Comunista Cinese era Hua Guofeng, il quale, quasi immediatamente, fece arrestare la Banda dei Quattro dichiarando la fine della rivoluzione culturale. Deng Xiaoping colse l'occasione e scrisse una lettera al presidente Hua Guofeng, che dopo qualche esitazione, con l'appoggio del politburo, lo graziò, riaffidandogli le cariche detenute in precedenza. Deng era di nuovo primo vicepremier e vicepresidente del comitato centrale del PCC, ma soprattutto capo di Stato maggiore dell'esercito. Fu da questa posizione che, attraverso appoggi nell'ambiente militare, tra cui Li Xiannian, riuscì tra il 1980 e il 1981 ad allontanare lo stesso Hua dalle alte cariche di governo e di partito.
Deng dal 1977 proseguì con il ripudio della rivoluzione culturale e lanciò la "primavera di Pechino", movimento che consentì una critica aperta agli eccessi e alle sofferenze vissute in quel periodo storico. Ha proposto il programma "Boluan Fanzheng" per correggere gli errori della Rivoluzione Culturale. Nel frattempo si rese fautore dell'abolizione del sistema delle classi. Con questo il PCC aveva limitato le opportunità di lavoro ai cinesi ritenuti vicini ai proprietari terrieri del periodo prerivoluzionario; la sua rimozione pertanto consentì, in maniera efficace, che i capitalisti cinesi diventassero membri del Partito Comunista.
Deng prevalse progressivamente su tutti i suoi oppositori politici. Grazie all'incoraggiamento dato alla critica della rivoluzione culturale venne meno l'appoggio di coloro che dovevano la loro posizione politica proprio a quell'evento, mentre si andava rafforzando la posizione di coloro che, come lui, erano stati epurati durante quel periodo. Deng riceveva inoltre grande appoggio dalla popolazione.
Man mano che Deng consolidava il suo controllo sul PCC, Hua fu sostituito nel 1980, nel ruolo di premier, da Zhao Ziyang e nel 1981 da Hu Yaobang come presidente del partito. Deng permise a Hua di conservare l'adesione al Comitato centrale del PCC, dove rimase fino al novembre del 2002, per ritirarsi poi silenziosamente, creando così un precedente: perdere una lotta per la leadership non significava subire ritorsioni fisiche. Sebbene dopo il 1987 il suo solo incarico ufficiale fu quello di capo della Commissione militare centrale del Partito Comunista, Deng rappresentò comunque il nucleo del partito esercitando la reale influenza sullo Stato.

### Riforma e apertura

#### L'apertura
Sotto la direzione di Deng le relazioni con l'Occidente migliorarono notevolmente. Deng viaggiò all'estero ed ebbe una serie di incontri amichevoli con i leader occidentali. Nel 1979 si recò negli Stati Uniti per incontrare alla Casa Bianca il presidente Jimmy Carter, poco dopo che questi aveva interrotto le relazioni diplomatiche con la Repubblica di Cina, per stabilirle con la Repubblica Popolare Cinese. Anche le relazioni sino-giapponesi migliorarono significativamente. Deng usò il Giappone come esempio di rapido sviluppo di una potenza economica utilizzandolo come ottimo modello per la futura direzione economica della Cina.
Un altro successo fu l'accordo firmato dal Regno Unito e dalla Cina il 19 dicembre 1984 (dichiarazione congiunta sino-britannica) in base al quale Hong Kong sarebbe stata consegnata nel 1997 alla Repubblica Popolare Cinese. Allo scadere dei novantanove anni di affitto dei "nuovi territori", Deng concordò che la Repubblica Popolare Cinese non avrebbe interferito con il sistema capitalista di Hong Kong per i successivi cinquant'anni. Un accordo simile fu firmato con il Portogallo per la restituzione della colonia di Macao. Definito "un Paese, due sistemi", questo approccio venne propagandato negli ultimi anni dalla Repubblica Popolare Cinese come un potenziale modello strutturale attraverso il quale Taiwan avrebbe potuto essere riunificata alla terraferma.
Tuttavia Deng fece poco per migliorare le relazioni con l'Unione Sovietica, continuando ad aderire alla linea maoista dell'era della divisione, che considerava l'URSS una superpotenza tanto egemonica quanto lo erano gli Stati Uniti, ma persino più pericolosa nei confronti della Cina, a causa della sua vicinanza geografica.

#### "Socialismo con caratteristiche cinesi"
La finalità delle riforme di Deng era riassunta nel programma delle quattro modernizzazioni: agricoltura, industria, scienza e tecnologia, apparato militare. La strategia da usare per conseguire l'obiettivo di una nazione moderna, industriale era l'economia socialista di mercato. Allo stesso tempo, ha imposto i "Quattro Principi Cardinali" per mantenere il governo monopartitico del Partito Comunista.

Deng argomentò che la Cina si trovava nello stadio base del socialismo e che il dovere del partito era di perfezionarlo facendolo diventare un "socialismo con caratteristiche cinesi". Questa interpretazione cinese del marxismo ridusse il ruolo e il peso dell'ideologia nelle decisioni economiche e l'efficacia delle linee di condotta da seguire. Deng pose in risalto l'idea che socialismo non significa povertà condivisa. La giustificazione teorica che fornì per consentire l'apertura al mercato capitalistico fu questa: 
(John Gittings, The Changing Face of China, Oxford University Press, Oxford, 2005. ISBN 0-19-280612-2.)
A differenza di Hua Guofeng, Deng credeva che nessuna linea di condotta dovesse essere respinta semplicemente per il fatto di non essere aderente a quella tenuta da Mao e, diversamente dai leader più conservatori come Chen Yun, non presentava obiezioni a determinate politiche economiche per la sola ragione che esse erano simili a quelle attuate nelle nazioni capitaliste.
Sebbene Deng avesse fornito la base teorica e il supporto politico per consentire una riforma economica, delle riforme che introdusse poche furono farina del suo sacco. Tipicamente una riforma veniva introdotta dai capi locali, spesso in violazione delle direttive del governo centrale. Se riuscivano ed erano promettenti, venivano poi adottate da aree sempre più ampie e infine introdotte a livello nazionale. Molte altre riforme furono influenzate dalle esperienze delle "quattro tigri asiatiche".
Questo fu in netto contrasto con il modello della perestrojka intrapreso da Michail Gorbačëv, nel quale la maggior parte delle riforme partirono dallo stesso Gorbačëv. L'approccio ascendente delle riforme di Deng, in opposizione con quello discendente della perestrojka, fu probabilmente un fattore chiave del successo del primo dei due.
Infine le riforme di Deng includevano l'introduzione di una gestione pianificata e centralizzata della macroeconomia in mano a funzionari tecnicamente competenti, abbandonando il modello di economia collettivista di Mao. Tuttavia, a differenza del modello sovietico, la gestione risultava essere indiretta tramite i meccanismi del mercato.
Deng sostenne l'eredità di Mao per quanto riguarda il ruolo di primaria importanza della produzione agricola e incoraggiò una significativa decentralizzazione della gestione delle decisioni nei gruppi: dall'economia rurale e nei singoli nuclei familiari di contadini. A livello locale, per motivare la forza lavoro, dovevano essere impiegati incentivi concreti, piuttosto che appelli politici, incluso il permesso ai contadini di guadagnare entrate extra grazie alla vendita dei prodotti dei propri terreni sul mercato.
Nella generale spinta volta a ottenere una posizione di mercato, alle municipalità locali e alle province fu consentito di investire nelle industrie che esse stesse consideravano più redditizie e ciò spinse gli investimenti verso l'industria leggera. Così le riforme di Deng fecero sì che la strategia di sviluppo della Cina si spostasse dall'industria pesante all'industria leggera e con una crescita guidata delle esportazioni.
La produzione industriale leggera fu vitale per lo sviluppo di un Paese che veniva da un basso capitale di base. Con un breve periodo di gestazione, bassi requisiti di capitale e alti guadagni derivanti dalle esportazioni verso l'estero i profitti generati dall'industria leggera poterono essere reinvestiti in una produzione tecnologicamente più avanzata e in ulteriori importanti spese e investimenti.
Tuttavia, in netto contrasto con le riforme simili, ma non di così notevole successo attuate in Jugoslavia e in Ungheria, tali investimenti non furono finanziati dal governo. Il capitale investito nell'industria pesante proveniva in gran parte dal sistema bancario e la maggior parte dai depositi dei consumatori. Uno dei primi punti delle riforme di Deng prevedeva di far sì che non si verificasse una ripartizione dei profitti, se non tramite la tassazione o il sistema bancario. Pertanto la ripartizione nelle industrie di proprietà dello stato avveniva in modo indiretto, rendendole così più o meno indipendenti dall'interferenza del governo. In breve le riforme di Deng furono la scintilla che mise in moto una rivoluzione industriale in Cina.
Queste riforme rappresentarono una svolta notevole rispetto alle linee di condotta maoiste di un'economia autosufficiente. La Cina decise di accelerare il processo di modernizzazione aumentando il volume di scambi commerciali con l'estero, specialmente tramite l'acquisto di macchinari dal Giappone e dall'Occidente. Con una tale crescita guidata delle esportazioni la Cina riuscì a portare avanti le quattro modernizzazioni, grazie a consistenti fondi stranieri, al mercato, a tecnologie innovative e a esperienze manageriali, che accelerarono il suo sviluppo economico. Deng attirò inoltre compagnie straniere in una serie di Zone Economiche Speciali, dove vennero incoraggiati investimenti stranieri e la liberalizzazione del mercato.
Le riforme si concentrarono anche sul miglioramento della produttività, tanto che vennero introdotti nuovi concreti incentivi e sistemi di bonus. I mercati rurali, che vendevano i prodotti nazionali dei contadini e i prodotti in eccedenza delle comuni, conobbero una rinascita. Non solo i mercati rurali incrementarono la produzione agricola, ma stimolarono anche lo sviluppo industriale. Con contadini in grado di vendere i loro raccolti agricoli in eccedenza sul libero mercato, i consumi domestici aumentarono, stimolando l'industrializzazione e creando anche un supporto politico per riforme economiche più complesse.
Ci sono molti parallelismi tra il socialismo di mercato di Deng – soprattutto nei primi stadi – e la nuova politica economica di Lenin, così come con la politica economica di Bukharin; in entrambe le quali era infatti previsto un ruolo per l'impresa privata e i mercati basati sul commercio nella determinazione dei prezzi di vendita piuttosto che su una pianificazione centrale.
Un aneddoto interessante riguarda il primo incontro tra Deng e Armand Hammer: Deng premette su questo industriale statunitense che investiva nell'Unione Sovietica per ottenere più informazioni possibili sulla Nuova politica economica.

### Le proteste di piazza Tienanmen
Deng ebbe un ruolo cruciale nella repressione delle proteste di piazza Tienamen del 1989. La violenza con la quale venne trattata la protesta comportò una condanna internazionale della Repubblica Popolare Cinese. Deng, assieme ad altri che avevano tenuto la linea dura, come Li Peng, vennero incolpati dell'evento. La critica accusò Deng di reprimere ogni forma di libertà politica che potesse minare la condotta delle sue riforme economiche. Il coinvolgimento di Deng nella repressione dimostrò che possedeva ancora solidi poteri dittatoriali e che non esitava a usarli. Come Deng, anche i governi successivi hanno continuato a giustificare la cruenta repressione delle proteste come una misura necessaria per mantenere la stabilità sociale e per continuare verso un efficace progresso economico.

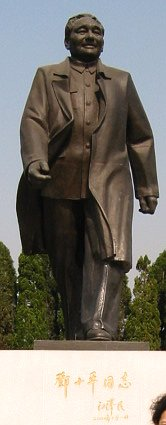
Statua raffigurante Deng Xiaoping a Shenzhen

Per anni dopo la repressione gli oppositori di Deng, concentrati principalmente attorno alle università, bruciarono e ruppero anonimamente piccole bottiglie di vetro come segno di disprezzo nei suoi confronti, soprattutto nell'anniversario delle proteste. La parola usata per le piccole bottiglie suona proprio come xiaoping (小瓶) in cinese.

### Dopo le dimissioni
Ufficialmente Deng decise di lasciare le sue alte cariche nel momento in cui si dimise dalla posizione di capo della Commissione centrale militare nel 1989 e nel 1992 si ritirò dalla scena politica. Tuttavia la Cina era ancora nell'era di Deng Xiaoping e continuò a essere largamente considerato come il "capo supremo" della nazione; si credeva che avesse ancora il controllo del Paese e che operasse da "dietro le quinte", e, nei fatti lo fu ancora fino all'elezione, nel 1993, del segretario del PCC Jiang Zemin a presidente della repubblica cinese. Hu Jintao, successore di Jiang Zemin scelto da Deng, sarà il leader della quarta generazione del PCC. Deng fu ufficialmente identificato come "l'architetto delle riforme economiche e della modernizzazione socialista della Cina". Nel Partito Comunista era ritenuto un esempio per i membri che si rifiutavano di ritirarsi in tarda età.
Nella primavera del 1992, Deng intraprese il suo famoso "Tour del Sud" che fece rivivere la "Riforma e apertura" e salvò il mercato dei capitali cinese. Deng visitò la Cina del sud tenendo diverse conferenze: Canton, Shenzhen, Zhuhai e Shanghai. Sottolineò l'importanza della costruzione economica della Cina e criticò coloro i quali erano contrari alle riforme e all'apertura. Dichiarò che gli elementi "a sinistra" della società cinese erano molto più pericolosi di quelli "a destra". Sostenne che le riforme economiche rappresentavano una linea guida immutabile per la Cina e che esse erano essenziali per il futuro sviluppo del Paese. Le sue visite nei territori meridionali vennero ignorate dai mass media cinesi a causa dell'opposizione delle ali più conservatrici del Comitato centrale a Pechino, tra i quali vi era il segretario generale e presidente Jiang Zemin. Deng lo considerava come ostacolo alla completa applicazione delle riforme. Dopo queste tensioni Jiang si avvicinò alla linea di Deng e i mezzi di informazione parlarono della sua visita al sud, dopo un po' di tempo che si era conclusa. Le sue parole inoltre furono tenute in seria considerazione dai funzionari locali. Molte persone riconobbero in questa visita un nuovo successo di Deng, che dimostrava di essere ancora uno dei più influenti politici del Paese.

### Morte
Deng Xiaoping mori il 19 febbraio 1997. Secondo le agenzie ufficiali, soffriva da lungo tempo a causa della malattia di Parkinson e il decesso avvenne per complicazioni polmonari. I funerali di stato si svolsero il 24 febbraio, alla presenza di centomila persone. Secondo i report giornalistici, a differenza delle esequie di altri leader come Mao Zedong e Zhou Enlai, la partecipazione popolare fu meno spontanea e la cerimonia non assunse toni politici.

## Tentativi di assassinio
Hu Jintao dopo essere salito al potere rivelò al pubblico alcune informazioni, fino a quel momento segrete, inclusi i tentativi di assassinio nei confronti di Deng. Secondo queste informazioni, tra gli anni sessanta ed ottanta, ci furono sette attentati alla vita di Deng; di questi quattro rimangono irrisolti e uno è tuttora aperto.
- Il 21 dicembre 1969 Deng fu esiliato presso una scuola di fanteria abbandonata (non lontano da Wangcheng, nel distretto di Xinjian, nella provincia di Jiangxi) a causa degli arresti domiciliari impostigli dalla Commissione centrale esecutiva del Partito Comunista Cinese, ordine numero 1. Nella mattina del 23 dicembre 1969 una banda armata fece un'incursione e colpì il complesso a colpi di mitragliatrice. Tuttavia la milizia aveva scambiato la residenza delle guardie con quella di Deng e molti degli attentatori vennero uccisi nel momento in cui le guardie risposero al fuoco. In un primo momento fu incolpato Lin Biao, ma nei primi anni ottanta venne scagionato e il caso rimase irrisolto.
- Il 21 febbraio 1973 un aereo Ilyushin Il-14 fu mandato nello Jiangxi per riportare Deng a Pechino, ma nello stesso giorno un ordine urgente proveniente dalla stessa Pechino istruì Deng di prendere il treno al posto dell'aereo, con la protezione ulteriore di una squadra guidata personalmente dal capo del distretto militare locale. Fu riferito che questo cambio di programma venne diretto da Zhou Enlai per proteggere Deng: l'aereo che egli avrebbe dovuto prendere esplose sopra la provincia di Anhui durante il viaggio di ritorno. Anche questo caso non fu mai risolto.
- Nel settembre 1975 Deng Xiaoping, Jiang Qing e Hua Guofeng si recarono nella provincia dello Shaanxi. Una sera nell'ombra, durante la sua passeggiata quotidiana, qualcuno aprì il fuoco su Deng, ma lo mancò. Le guardie risposero al fuoco, ma mancarono a loro volta il bersaglio e l'attentatore non venne mai catturato. Anche questo caso rimase irrisolto.
- Nell'aprile 1976 Deng fu nuovamente rimosso dal suo incarico ed esiliato in un centro militare di accoglienza sulla collina Yuquan, alla periferia di Pechino, ancora una volta sotto arresti domiciliari. La sera stessa in cui Deng era arrivato l'edificio numero 5 – che gli era stato destinato – prese fuoco: indagini successive rivelarono che l'innesco aveva avuto origine al primo piano, lo stesso nel quale si sarebbe dovuto trovare Deng; il fuoco si fermò proprio dopo che ogni stanza del primo piano fu bruciata. Le dichiarazioni ufficiali affermarono che si era trattato di un cortocircuito, ma le guardie assegnategli da Ye Jianying gli avevano precedentemente ordinato di allontanarsi (per "studiare il lavoro di Mao") e per questo non si trovava nell'edificio quando esso prese fuoco. Dopo l'incidente fu immediatamente riportato in città. Il caso rimane irrisolto.
- A seguito del tentativo di assassinio avvenuto tre mesi prima in aprile se ne verificò un altro. Nel luglio 1976 a Deng fu chiesto di andare a Chengde, in provincia di Hebei, per sfuggire al caldo estivo. Deng si rifiutò, affermando che aveva bisogno di andare in ospedale per il suo check-up annuale. Quando l'auto giapponese incaricata di andarlo a prendere ritornò al ministero della Difesa si scoprì che l'asse anteriore era prossimo alla rottura e nessuno sarebbe sopravvissuto a un eventuale incidente. Il caso è tuttora aperto.
- Nel marzo 1980 Deng si recò a un'ispezione delle truppe nella regione militare di Jinan. Quando egli rientrò alla sala conferenze dall'esterno una delle guardie locali gridò: «Abbasso il capitalista Deng Xiaoping! Difendete il pensiero rivoluzionario del presidente Mao! Vendetta per il vicepresidente Jiang Qing!» e allo stesso tempo aprì il fuoco su Deng. Grazie alla pronta reazione delle guardie del corpo di Deng non riportò ferite e l'attentatore fu rapidamente immobilizzato. Si scoprì che era un fervente maoista e sembrò che avesse agito da solo, anche se molti erano convinti che ci fosse un mandante.
- Nel febbraio 1988 Deng, Chen Yun e Yang Shangkun visitarono Shanghai per il capodanno cinese risiedendo all'hotel Western Suburb. Quattro uomini che si dicevano appartenenti al "gruppo di combattimento maoista" riuscirono a eludere la sicurezza iniziando uno scontro a fuoco con le guardie, che si concluse con l'uccisione di tre dei quattro uomini e l'arresto del sopravvissuto. Addosso a questi maoisti furono trovate mappe della residenza di Deng, pistole munite di silenziatore, esplosivi e bombe incendiarie. Ancora una volta furono in pochi a credere alla versione ufficiale, secondo la quale dietro i maoisti non ci fosse un mandante.

## Opere
- Deng Xiaoping, Socialismo alla cinese. Scritti e interventi 1977-1984, Editori Riuniti, Roma 1985.